# Amtmannscherf
Amtmannscherf ist ein Gut und Wohnplatz in der Gemeinde Odenthal im Rheinisch-Bergischen Kreis.

## Lage und Beschreibung
Amtmannscherf liegt im Käsbachtal kurz vor der Mündung des Käsbachs in den Scherfbach. Es besteht aus einem Gut, das als Reiterhof genutzt wird. Der Hof ist als Nummer 46 in der Liste der Baudenkmäler in Odenthal verzeichnet.

## Geschichte
Amtmannscherf, früher Scherf oder Scherve genannt, war Rittersitz deren von Scherven. Erste Erwähnung findet ein Lambert von Scherve im Jahr 1216, 1259 Udo de Scherve und 1327 der Knappe Engelbert von Scherf. Man nimmt an, dass Scherf die Nachfolgeburg der Motte Wiebershausen im Scherfbachtal ist. Um 1500 gelangte der Rittersitz, nachdem die Linie von Scherven keinen männlichen Nachfolger hatte, durch Heirat an die Freiherren von Steinen, die auch Amtmänner des Amtes Miselohe und anderen bergischen Ämtern waren – daher auch der Name Amtmannscherf. Mit dem Gut waren Rechte auf den Zehnten in Oberodenthal und die Fischereirechte im Scherfbach verbunden.
1596 heiratet Ludwig von Metternich Maria von Steinen und übernimmt das Gut. Durch Heirat der Anna Margareta von Metternich zur Scherfen mit Gottfried von Steinen trägt der Besitzer des Guts wieder den Namen Steinen. 1758 heiratete Clemens August von Weichs Clementine Auguste von Steinen. Damit geht das Gut über an das Geschlecht Weichs in der Linie zu Rösberg.
1830 wurde das Burggebäude abgerissen und durch einen Neubau, die heute noch erhalten sind, ersetzt. 1840 wurde der Burgturm abgetragen. Teile der Mauern der Burg sind noch erhalten und wurden in den Neubau integriert.

### Amtmannscherf als Wohnplatz
Amtmannscherf war im Mittelalter Teil der Honschaft Scherf und Sitz des Hofgerichts Scherf. Dazu gehörten 1399 die Güter Eikamp, Höffe, Klasmühle, Meegen, Mutz und Voiswinkel.
Carl Friedrich von Wiebeking benennt die Hofschaft auf seiner Charte des Herzogthums Berg 1789 als Scherve. Aus ihr geht hervor, dass Amtmannscherf zu dieser Zeit Teil von Oberkirspel in der Herrschaft Odenthal war.
Unter der französischen Verwaltung zwischen 1806 und 1813 wurde die Herrschaft aufgelöst und Scherf wurde politisch der Mairie Odenthal im Kanton Bensberg zugeordnet. 1816 wandelten die Preußen die Mairie zur Bürgermeisterei Odenthal im Kreis Mülheim am Rhein.
Der Ort ist auf der Topographischen Aufnahme der Rheinlande von 1824 und auf der Preußischen Uraufnahme von 1840 als Amtmannsscherf verzeichnet. Ab der Preußischen Neuaufnahme von 1892 ist er auf Messtischblättern regelmäßig als Amtmannscherf verzeichnet. Der Ort ist seit jeher Teil der katholischen Pfarre Odenthal.
| Jahr | Einwohner | Wohngebäude | Kategorie           | Bemerkung               |
| ---- | --------- | ----------- | ------------------- | ----------------------- |
| 1822 | 12        |             | Burg und Mühle      | Scherve genannt.        |
| 1830 | 16        |             | Rittergut mit Mühle | Scherve genannt.        |
| 1845 | 12        | 1           | Rittergut           | Scherven genannt.       |
| 1871 | 10        | 1           | Gut                 |                         |
| 1885 | 10        | 1           | Wohnplatz           | Amtmannsscherf genannt. |
| 1895 | 12        | 1           | Wohnplatz           | Amtmannsscherf genannt. |
| 1905 | 8         | 1           | Wohnplatz           |                         |